# 坎普波因特鎮區 (伊利諾伊州亞當斯縣)
坎普波因特鎮區（英語：Camp Point Township）是位於美國伊利諾伊州亞當斯縣的一個行政鎮區。

## 地方資料
根據2010年美國人口普查的數據，坎普波因特鎮區的面積為97.60平方千米，當中陸地面積為97.40平方千米，而水域面積為0.20平方千米。當地共有人口1608人，而人口密度為每平方千米16人。